# Kramerstraße 11 (Quedlinburg)

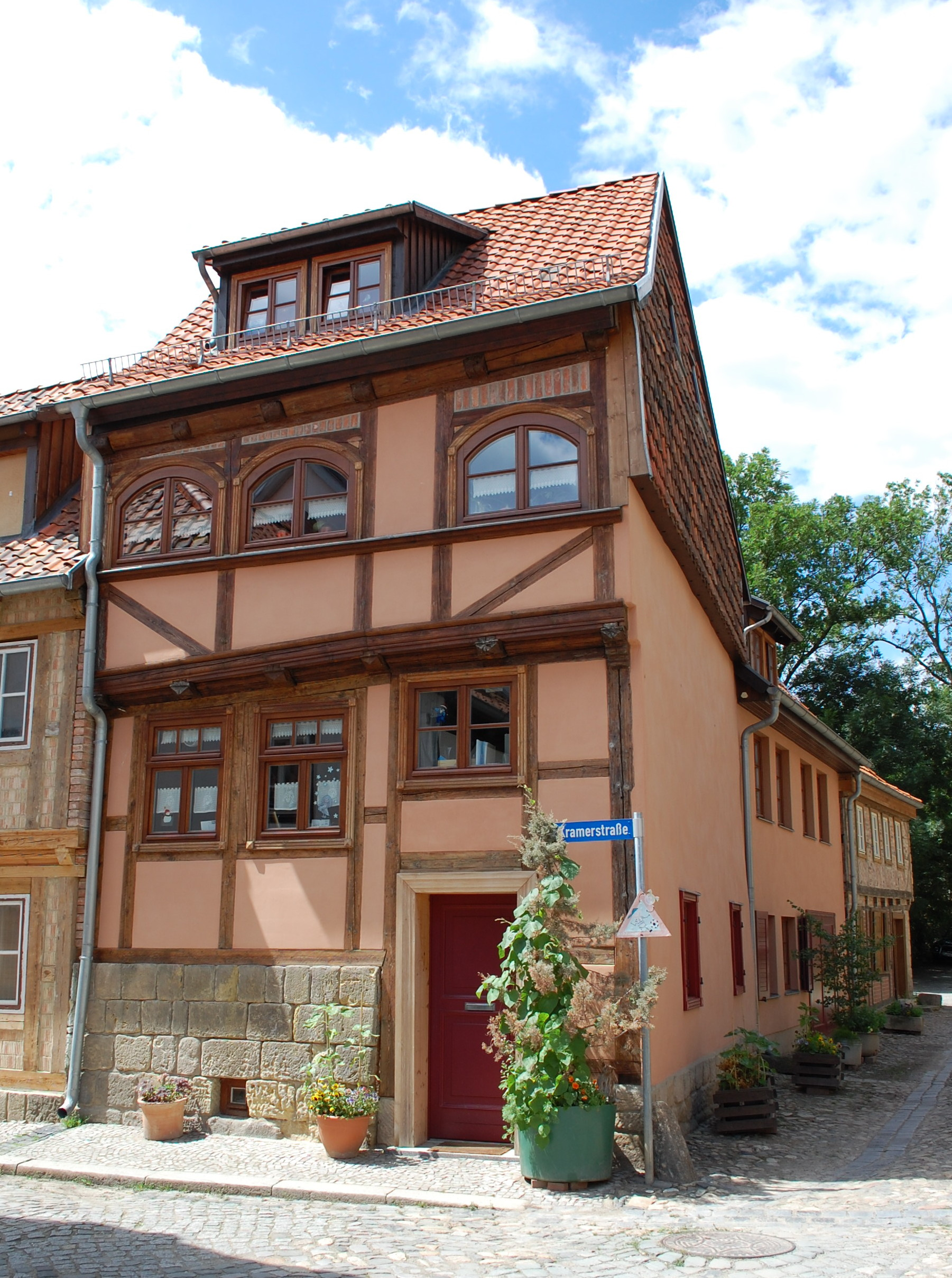
Kramerstraße 11

Das Haus Kramerstraße 11 ist ein denkmalgeschütztes Gebäude in Quedlinburg in Sachsen-Anhalt.

## Lage
Das im Quedlinburger Denkmalverzeichnis eingetragene Haus befindet sich im nördlichen Teil der Quedlinburger Altstadt auf der Westseite der Kramerstraße an der Ecke zum Aegidiikirchhof. Es gehört zum UNESCO-Weltkulturerbe. An der Südseite grenzt das gleichfalls denkmalgeschützte Haus Kramerstraße 10 an.

## Architektur und Geschichte
Das Fachwerkhaus entstand in der Zeit um 1660. Das Wohnhaus wurde auf einem hohen Sockel errichtet und verfügt über ein Zwischengeschoss. Die Fachwerkfassade weist Brüstungsbohle, Pyramidenbalkenköpfe und Füllhölzer auf. An einem Eckständer ist eine Konsole erhalten. Die Fenster des Obergeschosses waren ursprünglich in Form von Rundbögen überdacht. Im 19. Jahrhundert fand ein Umbau statt. Zugleich wurde die Fassade verputzt. Bei einer Sanierung Anfang des 21. Jahrhunderts wurde unter anderem der Putz entfernt. Auch erhielten die oberen Fenster wieder einen Rundbogen.